# Winslow, Arizona

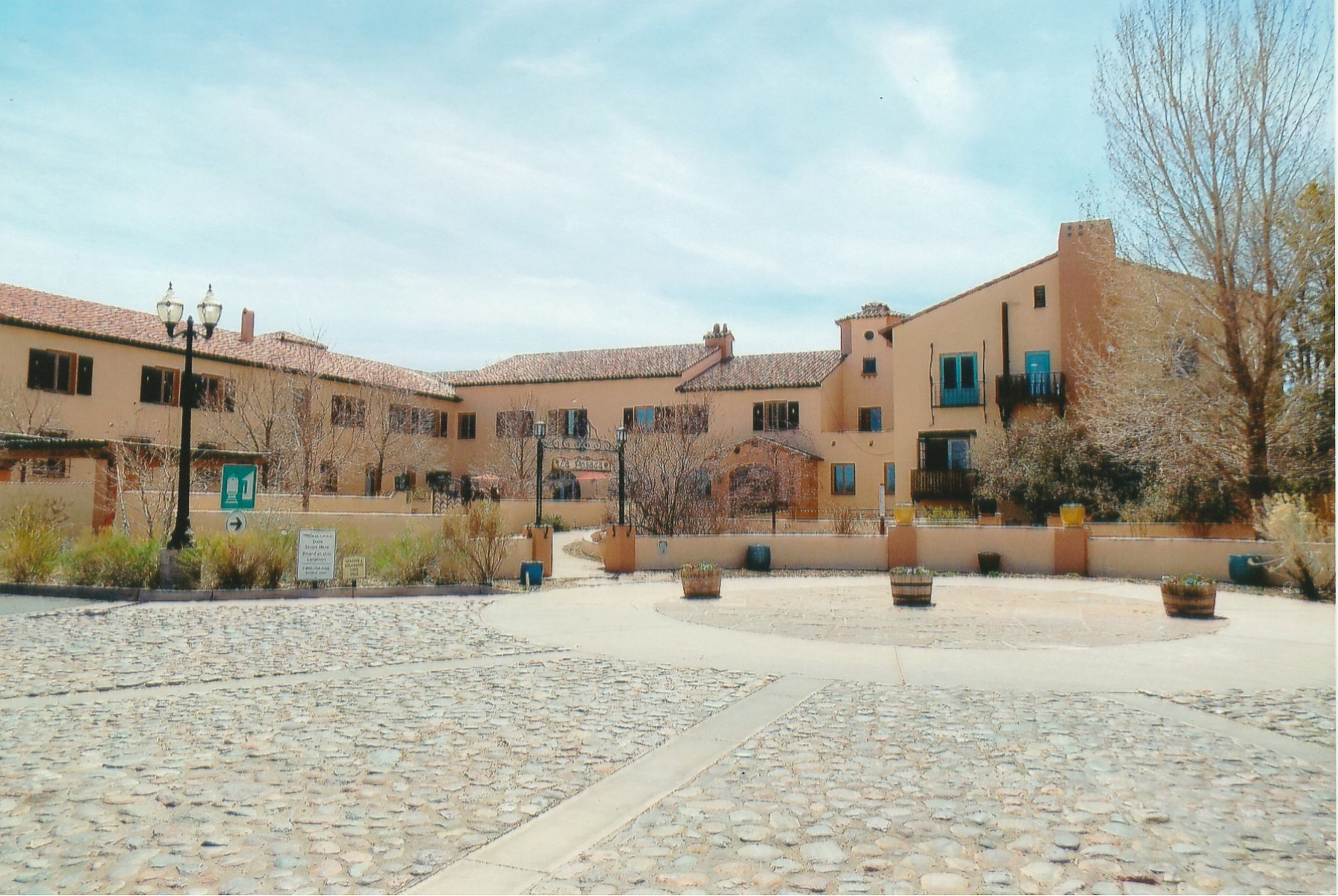
La Posada Hotel

Winslow är en stad i Navajo County, i delstaten Arizona i USA. Enligt United States Census Bureau har staden en folkmängd på 9 652 invånare (2011) och en landarea på 31,9 km².

## Kända personer från Winslow
- Deb Haaland, politiker
- Nick Hysong, stavhoppare
- Richard Kleindienst, politiker